# 纳瓦埃尔莫萨
纳瓦埃尔莫萨，是西班牙卡斯蒂利亚-拉曼恰托莱多省的一个市镇。总面积130平方公里，总人口4015人（2001年），人口密度31人/平方公里。